# Стюарт, Пол (актёр)
Пол Стюарт (англ. Paul Stewart), имя при рождении Пол Стернберг (англ. Paul Sternberg) (13 марта 1908 года — 17 февраля 1986 года) — американский характерный актёр, режиссёр и продюсер, работавший в театре, на радио, в кино и на телевидении в 1930-80-е годы.
В 1930 году Стюарт дебютировал на бродвейской сцене, а с середины 1930-х годов начал активно сотрудничать с Орсоном Уэллсом, став постоянным членом его театра Mercury. Стюарт внёс заметный вклад в создание легендарной радиопрограммы «Война миров» (1937), а в 1941 году сыграл в знаменитом фильме Уэллса «Гражданин Кейн» (1941).
В дальнейшем Стюарт появился на большом экране почти в 50 картинах, среди них обозреватель «Нью-Йорк Таймс» отметил романтическую комедию «Мистер Счастливчик» (1943), военную драму «Вертикальный взлёт» (1949) и библейскую драму «Величайшая из когда-либо рассказанных историй» (1965). Однако более всего Стюарт запомнился по криминальным драмам и фильмам нуар, в которых часто исполнял роли гангстеров и преступников. Среди наиболее значимых картин Стюарта в этом жанре — «Джонни Игер» (1941), «Окно» (1949), «Чемпион» (1949), «Край гибели» (1950), «Свидание с опасностью» (1951), «Кредитная акула» (1952), «Криминальная полоса в прессе США» (1952), «Целуй меня насмерть» (1955) и «Чикагский синдикат» (1955), а позднее — «Хладнокровное убийство» (1967).
С начала 1950-х годов Стюарт сделал успешную карьеру в качестве актёра и режиссёра на телевидении, а также продолжил работу в театре. За свою карьеру Стюарт принял участие в качестве актёра или постановщика примерно в 5000 радио- и телешоу.

## Ранние годы жизни и начало карьеры
Пол Стюарт (его имя при рождении — Пол Стернберг) родился 13 марта 1908 года в Нью-Йорке, он был единственным сыном в еврейской семье торговца текстилем Мориса Д. Стернберга и бывшей концертной пианистки Натали Стернберг (Натансон). В 1919 году в возрасте 11 лет Пол уже пел и танцевал в одном из детских спектаклей. Его друг детства и многолетний коллега Кеннет Робертс позднее вспоминал, как познакомился с тогда «ещё манхэттенским школьником Полом Стернбергом на школьной постановке пьесы „Роузи из Парижа“, в которой 12-летний Пол играл елейного усатого злодея, что положило начало его образам бандитов в будущем». После школы отец оплатил учёбу Пола в Колумбийском университете, надеясь, что тот станет юристом. Однако несмотря на полученную степень, в конце 1920-х годов Стюарт уже регулярно играл эпизодические роли на нью-йоркской сцене.
В 1929 году он появился в спектакле «Метро экспресс» (1929-30), за которой последовала серия успешных работ на бродвейской сцене, таких как тюремная драма «Две секунды» (1931) и комедия «К востоку от Бродвея» (1932). В летние каникулы Стюарт также много выступал в небольших театрах в окрестностях Нью-Йорка, которые были прозваны «кругом соломенных шляп», так своими постановками привлекали значительную часть нью-йоркской аудитории. Особенно заметный успех выпал на долю Стюарта в бурлеске с Джипси Розой Ли в Саратоге, штат Нью-Йорк, и в спектакле «Окаменелый лес» в Уайт-Плейнс, Нью-Йорк, где он исполнил роль Дьюка Мэнти, которая вскоре станет «одним из первых хитов Хамфри Богарта» в фильме по этой пьесе.

## Карьера в театре и на радио в 1930-е годы
В 1932 году в поисках новых возможностей для реализации своего таланта Стюарт переехал в Огайо, где стал работать сценаристом, продюсером, режиссёром, диктором и создателем звуковых эффектов на радиостанции WLW в Цинциннати. После 13 месяцев работы в Огайо Стюарт вернулся в Нью-Йорк, где в течение нескольких следующих лет работал актёром в различных высококлассных радиопрограммах, в том числе в необыкновенно популярном шоу «Марш времени» (1934-38).
Как отмечает историк кино Эдди Мюллер, «несмотря на широко распространённое мнение, что Стюарта „открыл“ Орсон Уэллс, на самом деле именно Стюарт завлёк Уэллса на радио. Стюарт запомнил молодого актёра по одноактной пьесе, в которой они когда-то играли вместе, и в 1935 году пригласил 20-летнего вундеркинда для работы в радиопрограмме „Марш времени“». Хэннсберри также отмечает, что именно Стюарт привёл «чудо-мальчика» Орсона Уэллса на радио, когда порекомендовал его на роль в «Марше времени» в 1935 году.
В 1935 году Уэллс вместе с продюсером Джоном Хаусманом создал Mercury Theatre, а в 1938 году Стюарт, который поддерживал тесные связи с Уэллсом, стал штатным членом этого театра, а также «Театра Mercury в эфире», коллектива, который работал над радиопостановками Уэллса. Стюарт сыграл в нескольких театральных и радиопостановках труппы, включая знаменитую радиопрограмму «Война миров» 1938 года, которая привела в ужас многих слушателей, которые поверили в то, что речь шла о начале реального вторжения марсиан. Как отмечает Мюллер, «это сенсационное шоу ввело в заблуждение многих слушателей, которые поверили в то, что на Землю действительно выселились марсиане». Реалистичное повествование о вторжении с Марса в небольшой городок в Нью-Джерси привело многих слушателей в такой ужас, что на следующий день Уэллс был даже вынужден объяснять в эфире, что это было всего лишь шоу. Помимо участия в качестве актёра, Стюарт также был соавтором сценария и сопродюсером этой программы, и, как отметил Джон Хаусман, хотя «Война миров» была «в значительной степени творением Пола», он «так по-настоящему и не получил должного признания за свой потрясающий вклад» в её создание.
Между тем, Стюарт продолжал играть на Бродвее, в частности, в комедии популярного театра Guild «Вино на выбор» (1938) , а в 1940 году продемонстрировал свой комический талант, когда заменил популярного комика Милтона Берла в спектакле «Прошу к моему адвокату». В 1941 году Стюарт появился в получившей высокую оценку театральной критики постановке «Сын Америки» (1941), которую осуществил Орсон Уэллс по роману Ричарда Райта .

## Начало голливудской карьеры в 1941-42 годах

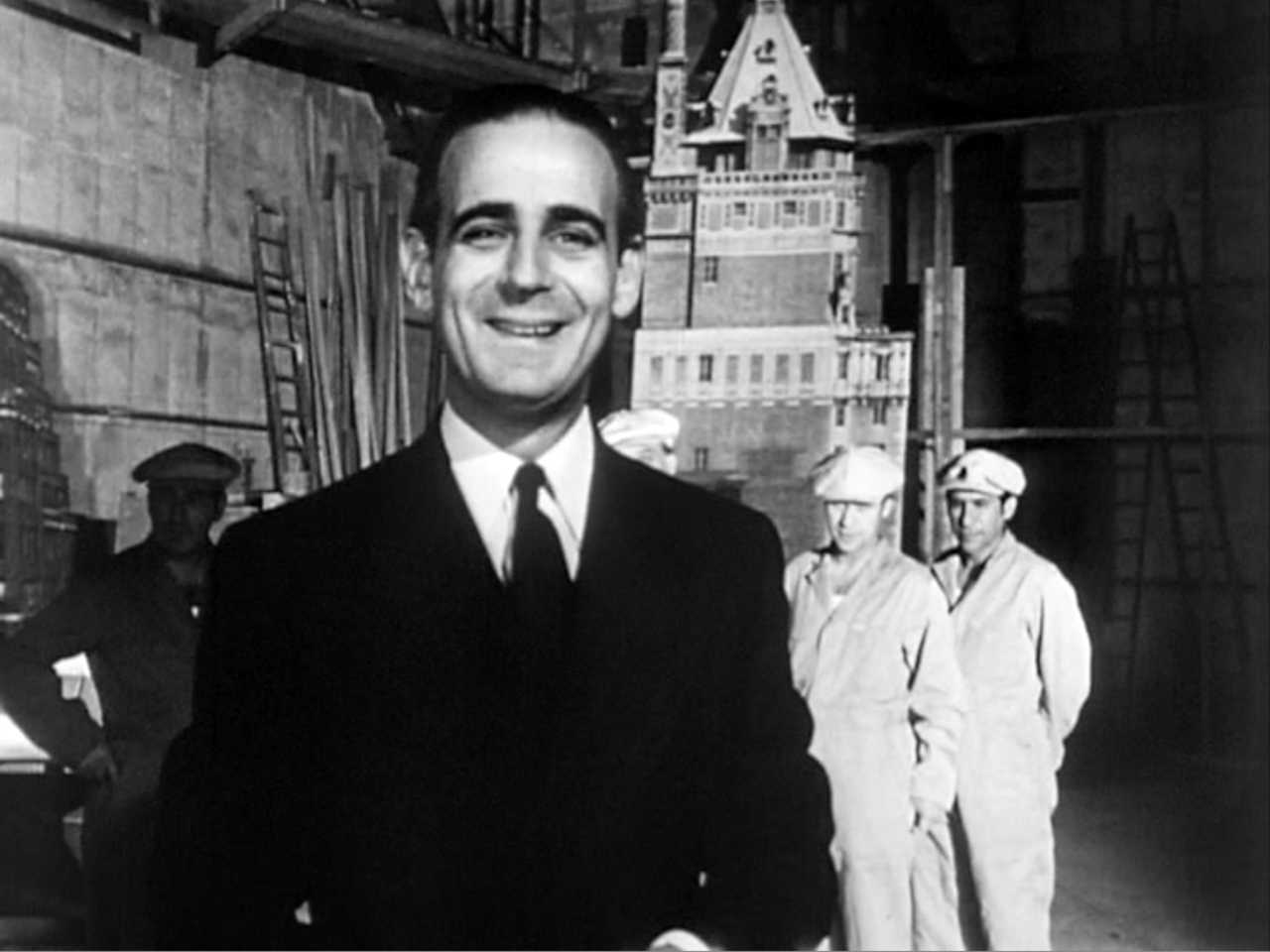
Пол Стюарт в фильме «Гражданин Кейн» (1941)

Успех программы «Война миров» принёс Орсону Уэллсу контракт с киностудией RKO Radio Pictures. В 1941 году, как и многие другие актёры театра Mercury, Стюарт последовал за Уэллсом в Голливуд, чтобы сыграть в революционном кинодебюте Уэллса «Гражданин Кейн». В этом, по словам Мюллера, «самом влиятельном фильме своей эпохи» Стюарт исполнил роль Рэймонда, преданного слуги газетного магната Чарльза Фостера Кейна.
На следующий год Стюарт сыграл небольшую, но значимую роль подручного крупного гангстера Джонни Игера (Роберт Тейлор), в своём первом фильме нуар «Джонни Игер» (1942). По ходу фильма персонаж Стюарта участвует в инсценировке драки со своим боссом, в ходе которой имитирует свою смерть, а позднее предаёт Игера и переходит к его конкуренту, за что в итоге расплачивается своей жизнью. По словам Хэннсберри, «игра Стюарта обратила на себя внимание ряда критиков». В частности, обозреватель Variety заключил, что актёр «полностью оправдал своё назначение на эту роль», а критик «Голливуд репортер» отметил, что «пришедший из театра Пол Стюарт выделяется» среди других актёров второго плана.

## Работа во время Второй мировой войны
После «Джонни Игера» Стюарт вернулся в Нью-Йорк, где поступил на военную службу в Управление военной информации, американское правительственное пропагандистское агентство, которое создавало хроникальные фильмы для поднятия боевого духа в первые годы Второй мировой войны. Во время службы в Управлении Стюарт выступил в качестве закадрового рассказчика документального фильма «Воюющий мир», первой полнометражной ленты такого рода, которая была выпущена федеральным правительством и по приказу президента Рузвельта была показана в кинотеатрах по всей Америке и разослана в находящиеся за рубежом войска. В этот период Стюарт также возобновил театральную карьеру, а во время увольнений сыграл в двух фильмах — романтической комедии «Мистер Счастливчик» (1943) с Кэри Грантом в главной роли и военной комедии «Правительственная девушка» (1943) с Оливией де Хавилланд .

## Кинокарьера во второй половине 1940-х годов
После войны Стюарт вернулся в Голливуд с намерением стать режиссёром. Первоначально он стал помощником продюсера Дора Шари, который работал на студии Дэвида О. Селзника Vanguard Productions, которая производила фильмы для компании RKO. Но когда Шари сообщил, что Стюарту придётся подождать с режиссёрской работой, тот импульсивно подписал контракт с Paramount Pictures, который предусматривал, что он будет работать на студии как актёром, так и режиссёром. Однако за два года пребывания на Paramount его единственной работой в качестве режиссёра стал сегмент звёздного фильма «Девушка из варьете» (1947), который студия произвела для филантропической организации Variety Club. По словам Мюллера, «это была самая низкая точка в карьере Стюарта». В интервью 1950 года Стюарт сказал: «В этот период, чтобы чем-то занять время, я стал посещать психиатров и даже занялся склеиванием макетов. В конце концов, я вообще не перестал ходить на студию в течение двух месяцев, и никто мне ничего не сказал» . Наконец, ему поручили постановку боксёрского фильма «Горящий путь» с Эдвардом Г. Робинсоном в главной роли, но вскоре студия охладела к этому проекту и отказалась от планов постановки фильма. Год спустя независимый продюсер Боб Робертс поставил этот фильм под названием «Тело и душа» (1947) с Джоном Гарфилдом в главной роли.
Когда в начале 1947 года Дор Шари стал генеральным продюсером RKO, он взял Стюарта в аренду у Paramount для постановки фильма «Кристабель Кейн», престижной «женской картины» по роману-бестселлеру «Все на коленях», главную роль в которой должна была играть Джоан Фонтейн. Однако ещё на стадии предпроизводства, когда понадобилось переписать сценарий, работы забуксовали. Затем название было заменено на «Кровать из роз», а Стюарт был заменён более известным режиссёром, и в конце концов студия RKO вообще заморозила проект. Стюарт был настолько расстроен, что уехал в Нью-Йорк, поклявшись никогда больше не возвращаться в Голливуд. В Нью-Йорке Стюарт дебютировал в качестве театрального режиссёра, поставив пьесу «Звёзды рыдают в Нью-Йорке» .
Зимой 1947 года Шари начал работу над фильмом нуар «Окно» по рассказу Корнелла Вулрича. Вместе с актёрами и творческой группой для съёмки натурных сцен Шари прибыл в Нью-Йорк, где убедил Стюарта сыграть роль коварного убийцы и грабителя Джо Келлерсона. Стюарт создал образ внешне обычного соседа по многоквартирному дому, который охотится на 9-летнего мальчика, который видел, как тот ограбил и убил пьяного моряка. Как написал Мюллер, «порочное, зловещее спокойствие в исполнении Стюарта стало идеальным обрамлением невинной свежей невинности мальчика в исполнении Бобби Дрисколла, а его голос стал ночным кошмаром для каждого ребёнка». А Хэннсберри отметила, что «Стюарт был особенно заметен среди отличного актёрского состава фильма», в частности, когда «во время первого разговора с ребёнком он демонстрировал пугающе дружественное поведение с холодной улыбкой и стальными глазами, за которыми ощутима скрытая опасность». Во время недолгого визита в Голливуд для дозаписи части реплик, Стюарт по просьбе Шари записал закадровый комментарий для послевоенного фильма нуар «Берлинский экспресс» (1948). Затем Шари снял Стюарта в небольшой, но важной роли в фильме «Больше не рыдай» в паре с коллегой по театру Mercury Джозефом Коттеном.
Шари планировал выпустить «Окно» летом 1948 года. Однако когда в мае 1948 года миллиардер Говард Хьюз выкупил контрольный пакет студии RKO, Шари покинул студию и перешёл на должность генерального продюсера Metro-Goldwyn-Mayer. Как пишет Мюллер, «Хьюз глубоко задвинул „Окно“, так как был уверен в том, что никто не будет платить за фильм с участием раздражающего маленького ребёнка». Кроме того, Хьюз решил не выпускать и «Больше не рыдай» так как, по его мнению, в этом фильме не хватало звёзд, а его мрачный тон и прикованная к креслу-каталке главная героиня оттолкнут зрителей. При этом Хьюз решил возродить проект «Кристабель Кейн», переименованный в «Рождённая быть плохой», однако Стюарт не попал в список потенциальных режиссёров. Тем временем «Окно» было показано на закрытом просмотре для голливудских специалистов, после чего, по словам Мюллера, «Стюарт быстро превратился в горячий товар». Когда Хьюз после 15-месячного руководства RKO, наконец, выпустил фильм на экраны в августе 1949 года, на Стюарта уже был спрос. Фильм неожиданно добился огромного коммерческого успеха, а Стюарт получил восторженные отклики за свою угрожающую игру, в частности, Чарльз Дж. Лазарус в Motion Picture Herald написал, что роль «отлично сыграна», а критик «Нью-Йорк Таймс» написал, что Стюарт и Роман «сыграли Келлерсонов, достоверно показав их страх и отчаяние» .
Успех Стюарта в фильме «Окно» привёл к потоку предложений на съёмки, и в 1949 году Стюарт сыграл сразу в пяти картинах. В криминальной драме категории В «Незаконное проникновение» (1949) о борьбе с бандой, занимающейся нелегальной иммиграцией из Мексики в США, Стюарт сыграл высокопоставленного преступника, который работает на главаря банды. В спортивной мелодраме «Лёгкая жизнь» с Виктором Мэтьюром и Лизабет Скотт он сыграл небольшую роль репортёра, а в военном блокбастере «Вертикальный взлёт» с Грегори Пеком он был военным хирургом. В фильме нуар «Чемпион» (1949), продюсером которого был Стэнли Крамер, а режиссёром Марк Робсон, Стюарт сыграл Томми Хэйли, преданного и талантливого менеджера амбициозного профессионального боксёра Миджа Келли (Кирк Дуглас). Достигнув карьерного успеха, Мидж под давлением закулисных воротил спортивного бизнеса избавляется от Томми, однако перед решающим боем возвращает его в свою команду — и становится чемпионом, однако от тяжёлой травмы умирает в раздевалке на глазах у Томми . Все три фильма были хорошо приняты, но ни один из них настолько хорошо, как «Окно», который, по словам Мюллера, стал «настоящей сенсацией года и на некоторое время наполнил казну RKO».

## Карьера в кино и в театре в 1950-е годы
Получив положительные отзывы за реалистическое изображение менеджера в «Чемпионе», Стюарт был приглашён в фильм нуар Робсона «Край гибели» (1950), где получил роль мелкого преступника по имени Крейг, который хочет поживиться на похоронах матери главного героя Мартина Линна (Фарли Грейнджер), а затем попадает под подозрение в убийстве местного священника. Несмотря на то, что он сознаётся в ограблении местного кинотеатра в момент убийства, его всё равно арестовывают по обвинению в убийстве. Однако в итоге мучимый совестью Мартин приходит в полицию и сознаётся в том, что это он импульсивно ударил священника, когда тот отказался оплачивать «дорогие похороны» его матери . Как написал Мюллер, в фильме наиболее сильны сцены, в которых «Стюарт и его подружка (Адель Джергенс) играют в кошки-мышки» с главным героем и где Стюарт мечется как «таракан в подбрюшье большого города, прячась в тесных квартирах, дверных проёмах и тесных телефонных будках, чем персонифицирует нуар». Филипп К. Шеуер из «Лос-Анджелес Таймс» был восхищён «выдающимся» исполнением Стюартом роли мелкого преступника, а критик «Нью-Йорк Таймс» написал, что его игра в фильме была одной из лучших.
В октябре 1950 года Хьюз, наконец, решил выпустить завершённый за два года до того фильм «Больше не рыдай», рассчитывая заработать на успехе его главных звёзд Джозефа Коттена и Алиды Валли после их успеха в фильме «Третий человек» (1949). «Больше не рыдай» был переименован в «Иди тихо, незнакомец» (1950), а Стюарт сыграл в нём роль мелкого преступника, который участвует в ограблении владельца казино, а затем скрывается, опасаясь быть убитым своим сообщником, однако погибает от рук преступников, нанятых владельцем казино.
Следующей заметной работой Стюарта также стал фильм нуар «Свидание с опасностью» (1951). Актёр создал в нём образ учтивого владельца гостиницы и при этом безжалостного гангстера Эрла Беттигера, который готовит ограбление почтового грузовика, перевозящего 1 миллион долларов. Обходительный Беттигер сам не применяет насилия, однако хладнокровно наблюдает за тем, как его подручные совершают жестокие убийства. После срыва ограбления Беттигер захватывает и собирается убить внедрённого в его банду правительственного агента (Алан Лэдд), однако полиция успевает уничтожить его . Критики высоко оценили игру Стюарта в этом фильме, в частности, журнал Variety написал, что актёр «доминирует над преступниками», а обозреватель «Нью-Йорк Таймс» назвал его «изящным и зловещим главарём банды» .

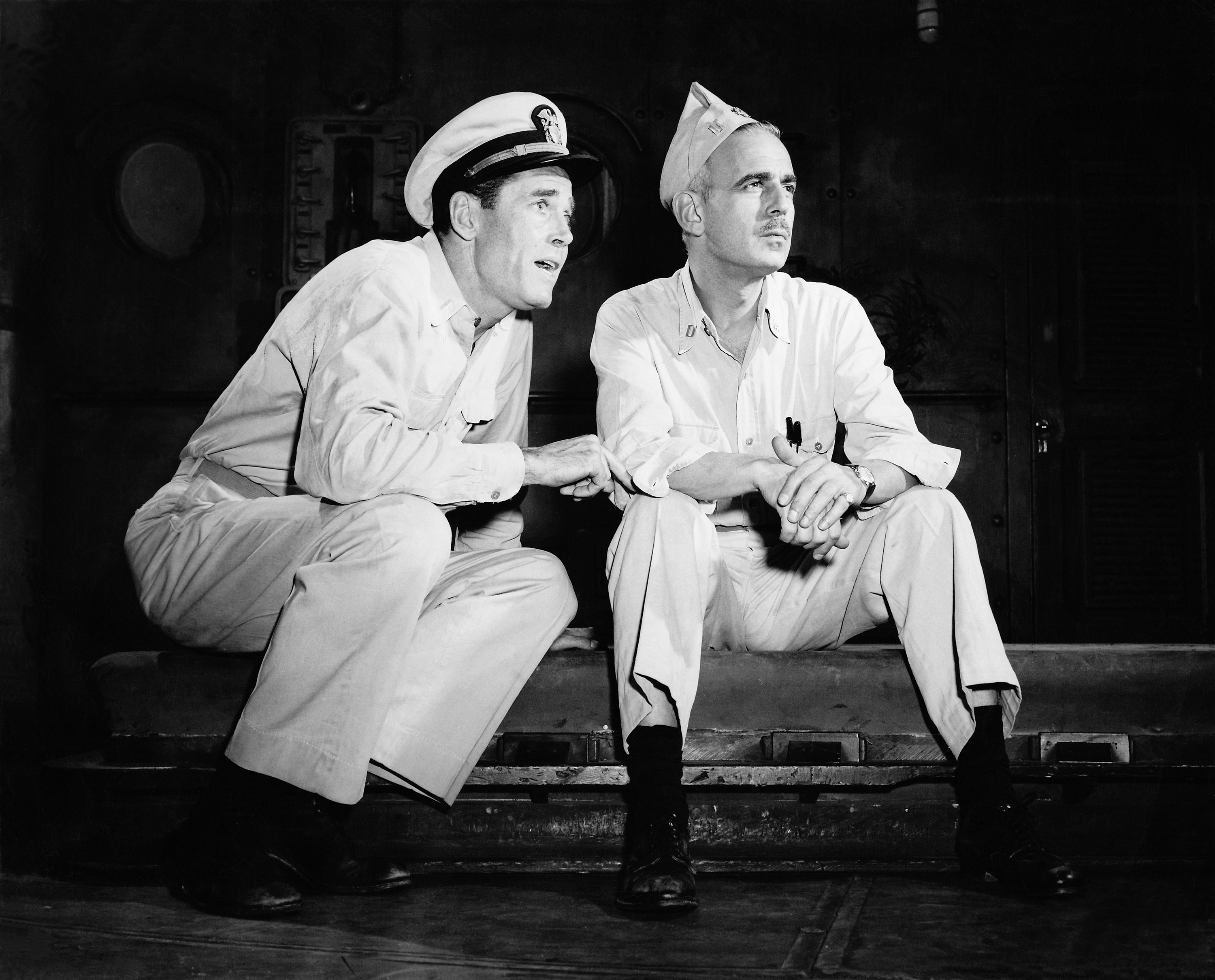
Генри Фонда и Пол Стюарт в спектакле «Мистер Робертс» (1950)

На рубеже 1940-50-х годов Стюарт вновь периодически работал на Бродвее, в частности, играл на подмене в спектакле «Мистер Робертс» (1948-51) и поставил спектакль «Прогулка в сумерках» (1951), который, правда, выдержал всего восемь представлений.
В том же году в фильме нуар «Кредитная акула» (1952) Стюарт сыграл Лу Доннелли, высокопоставленного подручного одного из главарей мафии. Лу подозревает одного из новых членов банды (Джордж Рафт) в двойной игре и угрожает убить его, однако погибает сам от его рук. После выхода на экраны фильм получил вялые отзывы, в частности, критик «Нью-Йорк Таймс» написал, что фильм, «не представляет собой ничего особенного, но мог бы быть и намного хуже». Игра Стюарта была оценена более благожелательно. Так, обозреватель Variety отметил, что вместе с другими актёрами он «умело делает своё дело в роли члена банды», а критик «Нью-Йорк Таймс» написал, что Стюарт и его коллеги в ролях второго плана «вносят свой заметный вклад».

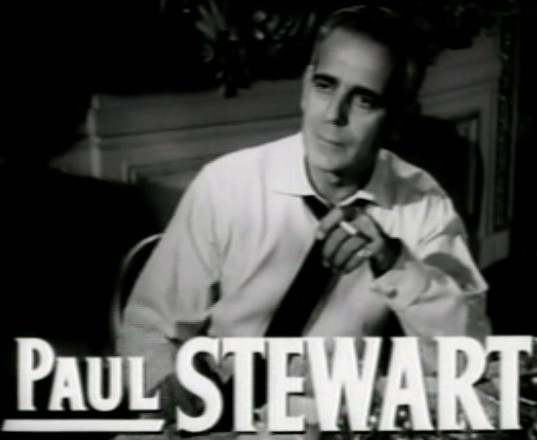
Пол Стюарт в трейлере фильма «Злые и красивые» (1952)

В драме «Злые и красивые» (1952), «великолепной истории о карьере безжалостного и амбициозного кинопродюсера (Кирк Дуглас)» , Стюарт, по словам Мюллера, «был особенно силён в роли одного из руководителей киностудии Сида Мерфи», так как этот фильм, «наверняка, был ему очень близок, учитывая его собственные голливудские мытарства». В «сильной газетной драме» Ричарда Брукса «Криминальная полоса в прессе США» (1952) Стюарт исполнил роль спортивного журналиста, который вместе с другими членами редакции помогает главному редактору (его роль играет Хамфри Богарт) разоблачить деятельность мафии и спасти газету от закрытия. Как написал Босли Кроутер в «Нью-Йорк Таймс», «в ролях редакторов и репортёров — Эд Бегли, Джим Бэкас, Пол Стюарт, Уоррен Стивенс и Одри Кристи — колоритны и хороши». Джефф Стаффорд также считает, что «актёры второго плана были столь же впечатляющими, как и Богарт». В биопике «История Джо Луиса» (1953), который рассказывал «о знаменитом боксёре-чемпионе в тяжёлом весе, Стюарт сыграл роль Тэда Макиэна, немало повидавшего спортивного журналиста, который служит участливым доверенным лицом и хроникёром при подъёме и падении боксёра».
Затем, как указывает Хэннсберри, Стюарт исполнил «редкую для себя положительную роль израильского детектива в выдающейся картине продюсера Стэнли Крамера и режиссёра Эдварда Дмитрика» «Жонглёр» (1953). По словам Мюллера, Стюарт сыграл «неумолимого, но доброжелательного лейтенанта Карни, который разыскивает по Израилю выжившего в концентрационном лагере», но сбежавшего от властей психически травмированного профессионального жонглёра (Кирк Дуглас). В драме «Военнопленный» (1954) Стюарт предстал в образе американского капитана, оказавшегося в северокорейском лагере для военнопленных во время Корейской войны .
В 1955 году Стюарт сыграл в фильме нуар «Целуй меня насмерть» (1955) о частном детективе Майке Хаммере (Ральф Микер), который в своей охоте за «таинственным нечто» сталкивается в различными персонажами, среди которых изысканный, но сильный и влиятельный гангстер в исполнении Стюарта, который предупреждает Хаммера, чтобы тот прекратил своё расследование, а позднее похищает его, однако в итоге гибнет. Как отметила Хэннсберри, игра Стюарта в качестве невозмутимого гангстера со стальными глазами заслужила упоминания в нескольких рецензиях, в одной из которых она была оценена как «на уровне высоких стандартов» . Стюарт в очередной раз сыграл гангстера в фильме нуар «Ад в заливе Фриско» (1955), где несправедливо осуждённый полицейский (Алан Лэдд) после выхода из тюрьмы начинает борьбу с главой портовой мафии (Эдвард Г. Робинсон) с тем, чтобы очистить своё имя и найти реальных преступников. Стюарт также появился «в одной из лучших картин Элвиса Пресли», музыкальной криминальной мелодраме «Кинг Креол» (1957), исполнив роль владельца ночного клуба «Кинг Креол», который помогает главному герою начать певческую карьеру.
Во второй половине 1950-х годов Стюарт сыграл в сатирической драме об элитной психиатрической клинике «Паутина» (1955), которая обернулась «коммерческим провалом, несмотря на режиссуру Винсента Миннелли, продюсерство Джона Хаусмана и актёрский состав, включавший таких блестящих актёров, как Ричард Уидмарк, Глория Грэм, Лорен Бэколл и Шарль Буайе» .

## Телевизионная карьера в 1950-80-х годах
В середине 1950-х годов, продолжая работать как актёр, Стюарт начал вторую карьеру в качестве режиссёра на телевидении. В 1950-60-е годы Стюарт выступил в качестве постановщика отдельных эпизодов таких сериалов, как «Питер Ганн» (1958), «Гавайский глаз» (1959-60), «Модный отряд» (1960) и «Сумеречная зона» (1962) . Он был также постановщиком телевизионных криминальных драм «Знакомьтесь: Макгроу» (1957), «Защитник закона» (1959), «Шах и мат» (1961-62), «Филипп Марлоу» (1960), «87-й участок» (1961) и «Майкл Шейн» (1960-61). Однако, после нескольких лет в качестве режиссёра Стюарт стал всё более разочаровываться в изменившихся временах и в методах работы современных актёров, игру которых он должен был ставить. Как он заявил в 1958 году: «Я называл их „сделай сам“ актёрами, потому что они не принимают никакой режиссуры, а играют роль так как „они её чувствуют“. Актёров больше волнуют их движения, чем смысл произносимых ими слов. Актёр не смотрит на девушку, когда говорит, что любит её. Вместо этого, он чешет голову, кусает ногти и смотрит в окно. И это называется реализм? Даже вестерны выглядят по-другому — если так пойдёт и дальше, единственными правильными актёрами будут лошади» .
С 1950-х и вплоть до 1980-х годов Стюарт также появлялся в качестве актёра в отельных эпизодах многих наиболее рейтинговых телесериалах, среди них «Альфред Хичкок представляет» (1960), «Караван повозок» (1965), «Требуется вор» (1970), «Гавайи Пять-0» (1971), «Хелм», «Кэннон» (1974-75), «Мэнникс» (1968-70), «Досье Рокфорда» (1977) и «Ремингтон Стил» (1983). Он также играл в сериалах «Защитники» (1963), «Сумеречная зона» (1962), «Гавайский глаз» (1959-60) и «Улицы Сан-Франциско» (1975), а в двух сериалах — «Совершенно секретно» (1955) и «Ремингтон Стил» (1983) — у него были постоянные роли.

## Кинокарьера в 1960-80-е годы
На протяжении 1960-80-х годов Стюарт продолжал работу и в кино. Его самыми памятными работами, по словам Хэннсберри, стали драма «Ребёнок ждёт» (1963) с участием Берта Ланкастера и Джуди Гарланд, захватывающая криминальная драма по бестселлеру Трумана Капоте «Хладнокровное убийство» (1967), необычная драма Джона Хьюстона «Жирный город» (1972) и драма «День саранчи» (1975), которая показывала изнанку Голливуда 1930-х годов, а также биопик о знаменитом комике «У. С. Филдс и я» (1976), в котором Стюарт сыграл Флоренза Зигфелда. По мнению Мюллера, «его наиболее яркой ролью в этот период была роль газетного репортёра Дженсена, который пишет репортажи об убийстве семьи в драме Ричарда Брукса „Хладнокровное убийство“ (1967)».
В 1974 году во время съёмок вестерна «Прикуси пулю» (1975) в Нью-Мексико, у Стюарта случился сердечный приступ, однако несмотря на это актёр продолжил играть небольшие роли вплоть до начала 1980-х годов. Его последним фильмом была «Буря» (1982), который поставил Пол Мазурски по мотивам пьесы Уильяма Шекспира.

## Актёрское амплуа и оценка творчества
Как пишет Хэннсберри, охватившая шесть десятилетий карьера Стюарта включала в себя роли в бесконечном числе произведений для радио, телевидения, театра и кино, работу в качестве театрального режиссёра, а также режиссёра и продюсера телесериалов . В общей сложности Стюарт поставил более 5000 радио- и почти 50 телепрограмм, он сыграл почти в 50 художественных фильмах и более чем в 100 эпизодах телесериалов.
В начале своей карьеры «Стюарт был высоко ценимым характерным театральным и радиоактёром, и с 1938 года — членом театра Mercury», принявшим активное участие в создании знаменитой радиопрограммы «Война миров». Свою первую кинороль он сыграл в легендарном фильме Орсона Уэллса «Гражданин Кейн» (1941). По словам исследователя творчества Уэллса Джо Макбрайда, «экранный дебют Стюарта в качестве Рэймонда, циничного дворецкого в „Гражданине Кейне“ (1941), стал его самой знаменитой ролью» . Актриса Рут Уоррик, которая сыграла в этом фильме первую жену Кейна, вспоминала, как Стюарт сказал ей на нью-йоркской премьере картины: «С этой ночи, куда бы мы ни пошли и что бы мы ни делали в своей жизни, нас всегда будут воспринимать через „Гражданина Кейна“».
Как пишут Спайсер и Хэнсон, начиная с фильма «Джонни Игер» (1942), где Стюарт исполнил роль зловещего преступника, «за ним закрепилось амплуа обходительного, бездушного и расчётливого злодея во многих фильмах нуар» . Автор биографии Стюарта на сайте AllMovie отметил, что «на протяжении четырёх десятилетий в неравномерной по уровню и загруженности кинокарьере он сыграл множество характерных ролей, часто играя бесчувственных, прагматичных и жёстких личностей, а иногда и гангстеров», где «его персонажи часто демонстрировали сухой скрежет в голосе и желчный взгляд из-под опущенных бровей». Как указано в его биографии на сайте Turner Classic Movies, «многие режиссёры с успехом использовали молчаливую, грубоватую манеру поведения Стюарта в криминальных и военных мелодрамах», когда он сыграл доктора в военно-воздушном боевике «Вертикальный взлёт», боксёрского менеджера в драме «Чемпион», преступника в фильмах нуар «Окно» и «Край гибели», а также спортивного репортёра в жёсткой драме «Криминальная полоса в прессе США». На сайте Turner Classic Movies отмечается, что наиболее значимыми его фильмами в 1950-е годы стали фильм нуар «Свидание с опасностью», где он сыграл гангстера, «Злые и красивые», где он был руководителем киностудии, и нуар «Целуй меня насмерть», в котором он, «как и во многих других своих нуарах, сыграл холёного, безжалостного мафиози» .
Хэннсберри отмечает, что однажды Стюарта описали как «версию Хамфри Богарта с Мэдисон-авеню — элегантного, но зловещего, безжалостного и смертельно опасного, и при этом с чувством стиля». Хотя большинство экранного времени Стюарта было направлено на создание образов разного рода преступников, при этом сам актёр рассматривал подобное позиционирование на роли с удивлением, позднее заявив репортёрам, что он рассчитывал, что «вид крутого красавца» приведёт его к главным ролям в Голливуде. Но, как заявил сам Стюарт: «Я появился на пике тенденции, которая выходила из моды, и я застрял в бандитах. Я играл утончённых гангстеров, помощников гангстеров, стильных и богатых гангстеров. Люди знают моё лицо, но не знают моего имени». Как отмечает Хэннсберри, хотя Стюарт и называл себя «неизвестным лицом», «вклад этого талантливого и плодовитого актёра невозможно отрицать».

## Общественная деятельность
По мнению Мюллера, «свой самый большой вклад в американское актёрское искусство Стюарт внёс за сценой, когда в 1938 году он стал членом-основателем Американской федерации радиоактёров, которая позднее была преобразована присоединением к ней актёров телевидения». Стюарт был также членом совета Гильдии киноактёров, членом Гильдии режиссёров Америки и Академии кинематографических искусств и наук.

## Семейная жизнь
Как пишет Хэннсберри, в 1939 году Стюарт сделал небольшой перерыв в своём насыщенном производственном графике, чтобы жениться на Пег Ла Сентре, певице, с которой познакомился, когда они вместе работали над «Маршем времени» в Нью-Йорке. Ла Сентра была известной певицей, выступавшей на радио и в составе биг-бендов Арти Шоу и Бенни Гудмана, а позднее дублировала пение таких звёзд, как Айда Лупино в фильме «Человек, которого я люблю» (1946) и «Никогда не убегай от меня» (1947), и Сьюзен Хейворд в «Катастрофа: история женщины» (1947). У пары не было детей, но их брак, несмотря на длительные разлуки из-за занятости обоих супругов, оказался очень крепким и продлился почти полвека вплоть до смерти Стюарта .

## Смерть
В последние годы жизни здоровье Стюарта ослабло, и после длительной болезни он умер 17 февраля 1986 года в одном из медицинских центров Лос-Анджелеса от сердечной недостаточности. Ему было 77 лет. Пег Ла Сентера прожила ещё десять лет вдовой.
Как пишет Хэннсберри, в мемориальном слове через четыре дня после смерти Стюарта его коллега Берт Фрид идеальным образом обобщил жизнь и карьеру Стюарта: «Его всегда отличал юмор, также как и блеск в глазах. За его мягкой, сухой улыбкой и сардоническим взглядом на всё вокруг можно было увидеть гиганта с огромной любовью к человечеству… У него было всё — талант, человеческое сострадание, остроумие, отвага и праведный гнев. Назовите, что вам нужно, и, когда будет необходимо, он это выдаст. И он никогда не останавливался. Его жизнь была одним блестящим, запоминающимся выступлением» .

## Фильмография

### Актёр
| Год     | Название                                      | Оригинальное название         | Роль / Примечание                           |
| ------- | --------------------------------------------- | ----------------------------- | ------------------------------------------- |
| 1941    | Гражданин Кейн                                | Citizen Kane                  | Рэймонд                                     |
| 1942    | Джонни Игер                                   | Johnny Eager                  | Хулио                                       |
| 1942    | Воюющий мир                                   | The World at War              | Рассказчик                                  |
| 1943    | Мистер Счастливчик                            | Mr. Lucky                     | Зепп                                        |
| 1949    | Окно                                          | The Window                    | Джо Келлерсон                               |
| 1949    | Час театра «Форд»                             | The Ford Theatre Hour         | Телесериал (1 эпизод)                       |
| 1944    | Правительственная девушка                     | Government Girl               | Бранч Оуэнс                                 |
| 1948    | Берлинский экспресс                           | Berlin Express                | Рассказчик (в титрах не указан)             |
| 1949    | Чемпион                                       | Champion                      | Томми Хэйли                                 |
| 1949    | Лёгкая жизнь                                  | Easy Living                   | Дэн Аргус                                   |
| 1949    | Незаконное проникновение                      | llegal Entry                  | Зак Ричардс                                 |
| 1950    | Вертикальный взлёт                            | Twelve O’Clock High           | Капитан (майор) «Док» Кайзер                |
| 1950    | Край гибели                                   | Edge of Doom                  | Крейг                                       |
| 1950    | Иди тихо, незнакомец                          | Walk Softly, Stranger         | Уайти Лейк                                  |
| 1950    | Саспенс                                       | Suspense                      | Телесериал (1 эпизод)                       |
| 1950    | Семейный театр «Пруденшиал»                   | Prudential Family Playhouse   | Телесериал (1 эпизод)                       |
| 1951    | Свидание с опасностью                         | Appointment with Danger       | Эрл Беттингер                               |
| 1951    | Отбой                                         | Lights Out                    | Телесериал (1 эпизод)                       |
| 1951    | Романтический театр Фэйт Болдвин              | Faith Baldwin Romance Theatre | Телесериал (1 эпизод)                       |
| 1952    | Криминальная полоса в прессе США              | Deadline — U.S.A              | Гарри Томпсон                               |
| 1952    | Карабин Уильямса                              | Carbine Williams              | «Датч» Крюгер                               |
| 1952    | Кредитная акула                               | Loan Shark                    | Лу Донелли                                  |
| 1952    | Мы не женаты!                                 | We’re Not Married!            | Стоун, адвокат Ив                           |
| 1952    | Злые и красивые                               | The Bad and the Beautiful     | Сид Мёрфи                                   |
| 1953    | Жонглёр                                       | The Juggler                   | детектив Карни                              |
| 1953    | История Джо Луиса                             | The Joe Louis Story           | Тэд Макгиэн                                 |
| 1954    | Глубоко в моём сердце                         | Deep in My Heart              | Берт Таунсенд                               |
| 1954    | Военнопленный                                 | Prisoner of War               | капитан Джек Ходжес                         |
| 1954    | Святая святых                                 | Inner Sanctum                 | Телесериал (3 эпизода)                      |
| 1954-55 | Совершенно секретно                           | Top Secret                    | Телесериал (26 эпизодов)                    |
| 1955    | Целуй меня насмерть                           | Kiss Me Deadly                | Карл Эвелло                                 |
| 1955    | Чикагский синдикат                            | Chicago Syndicate             | Арнольд Валент                              |
| 1955    | Паутина                                       | The Cobweb                    | доктор Отто Волфф                           |
| 1955    | «Ридерс дайджест» на ТВ                       | TV Reader’s Digest            | Телесериал (1 эпизод)                       |
| 1956    | Ад в заливе Фриско                            | Hell on Frisco Bay            | Джо Лай                                     |
| 1956    | Бурная вечеринка                              | The Wild Party                | Бен Дэвис                                   |
| 1956    | Театр 90                                      | Playhouse 90                  | Телесериал (1 эпизод)                       |
| 1957    | Сверхсекретное дело                           | Top Secret Affair             | Фил Бентли                                  |
| 1957    | Шоу Джозефа Коттена                           | The Joseph Cotten Show        | Телесериал (1 эпизод)                       |
| 1958    | Кинг Креол                                    | King Creole                   | Чарли Ле Гранд                              |
| 1958    | Театр «Алкоа»                                 | Alcoa Theatre                 | Телесериал (1 эпизод)                       |
| 1958    | Паника!                                       | Panic!                        | Телесериал (1 эпизод)                       |
| 1959    | За гранью                                     | Beyond All Limits             | Пендергаст                                  |
| 1959-61 | Крайняя черта                                 | Deadline                      | Телесериал (рассказчик, ведущий, 31 эпизод) |
| 1960    | Альфред Хичкок представляет                   | Alfred Hitchcock Presents     | Телесериал (1 эпизод)                       |
| 1961    | Асфальтовые джунгли                           | The Asphalt Jungle            | Телесериал (1 эпизод)                       |
| 1963    | Ребёнок ждёт                                  | A Child is Waiting            | Гудман                                      |
| 1964    | Перри Мейсон                                  | Perry Mason                   | Телесериал (1 эпизод)                       |
| 1964    | Доктор Килдэйр                                | Dr. Kildare                   | Телесериал (1 эпизод)                       |
| 1965    | Величайшая из когда-либо рассказанных историй | The Greatest Story Ever Told  | квестор                                     |
| 1966    | Перри Мейсон                                  | Perry Mason                   | Телесериал (1 эпизод)                       |
| 1966-67 | Человек, которого никогда не было             | The Man Who Never Was         | Телесериал                                  |
| 1967    | Хладнокровное убийство                        | In Cold Blood                 | репортёр                                    |
| 1968    | Мозаика                                       | Jigsaw                        | Саймон Джошуа                               |
| 1968    | Мэнникс                                       | Mannix                        | Телесериал (1 эпизод)                       |
| 1969    | Как совершить женитьбу                        | How to Commit Marriage        | Адвокат                                     |
| 1969    | Айронсайд                                     | Ironside                      | Телесериал (1 эпизод)                       |
| 1969    | Миссия невыполнима                            | Mission: Impossible           | Телесериал (1 эпизод)                       |
| 1970    | Армия Картера                                 | Carter’s Army                 | Генерал Кларк (Телефильм)                   |
| 1970    | Губернатор и Джей Джей                        | The Governor & J.J.           | Телесериал (1 эпизод)                       |
| 1970    | Дымок из ствола                               | Gunsmoke                      | Телесериал (1 эпизод)                       |
| 1971    | Молчаливая сила                               | The Silent Force              | Телесериал (1 эпизод)                       |
| 1971    | Наименование игры                             | The Name of the Game          | Телесериал (1 эпизод)                       |
| 1971    | Город на дне моря                             | City Beneath the Sea          | Телефильм (Бартон)                          |
| 1971    | Макмиллан и жена                              | McMillan & Wife               | Телесериал (1 эпизод)                       |
| 1973    | Айронсайд                                     | Ironside                      | Телесериал (1 эпизод)                       |
| 1973    | ФБР                                           | The F.B.I.                    | Телесериал (1 эпизод)                       |
| 1973    | Лейтенант Коломбо                             | Columbo                       | Телесериал (1 эпизод)                       |
| 1974    | Ф значит подделка                             | F for Fake                    | Специальный участник                        |
| 1974    | Мёрф и сёрф                                   | Murph the Surf                | Эйвери                                      |
| 1974    | Кэннон                                        | Cannon                        | Телесериал (1 эпизод)                       |
| 1975    | День саранчи                                  | The Day of the Locust         | Хелверстон                                  |
| 1975    | Улицы Сан-Франциско                           | The Streets of San Francisco  | Телесериал (1 эпизод)                       |
| 1976    | У. С. Филдс и я                               | W.C. Fields and Me            | Флоренц Зигфелд                             |
| 1977    | Премьера                                      | Opening Night                 | Дэвид Сэмюэлс                               |
| 1977    | Досье Рокфорда                                | The Rockford Files            | Телесериал (1 эпизод)                       |
| 1978    | Месть Розовой пантеры                         | Revenge of the Pink Panther   | Джулио Скаллини                             |
| 1978    | Рождество                                     | The Nativity                  | Захария                                     |
| 1979    | Лу Грант                                      | Lou Grant                     | Телесериал (1 эпизод)                       |
| 1981    | СОБ                                           | S.O.B.                        | Гарри Сэндлер                               |
| 1981    | Проклятие Дэйна                               | The Dain Curse                | Мини-сериал (Старик)                        |
| 1981    | Никто не идеален                              | Nobody’s Perfekt              | доктор Сигал                                |
| 1982    | Буря                                          | Tempest                       | Отец Филлипа                                |
| 1983    | Ремингтон Стил                                | Remington Steele              | Телесериал (1 эпизод)                       |
| 1985    | Макгайвер                                     | MacGyver                      | Телесериал (1 эпизод)                       |

### Режиссёр, продюсер
| Год     | Название                               | Оригинальное название | Примечание                      |
| ------- | -------------------------------------- | --------------------- | ------------------------------- |
| 1954-55 | Совершенно секретно (телесериал)       | Top Secret            | Режиссёр (26 эпизодов)          |
| 1955    | Кингс Роу (телесериал)                 | Kings Row             | Режиссёр (3 эпизода)            |
| 1955-56 | Warner Bros. представляет (телесериал) | Warner Bros. Presents | Режиссёр (3 эпизода)            |
| 1957    | Знакомьтесь: Макгроу (телесериал)      | Meet McGraw           | Режиссёр (1 эпизод)             |
| 1958    | Питер Ганн (телесериал)                | Peter Gunn            | Режиссёр (1 эпизод)             |
| 1959-60 | Гавайский глаз (телесериал)            | Hawaiian Eye          | Режиссёр (4 эпизода)            |
| 1960    | Модная команда (телесериал)            | M Squad               | Режиссёр (5 эпизодов)           |
| 1960    | Филипп Марлоу (телесериал)             | Philip Marlowe        | Режиссёр (1 эпизод)             |
| 1960-61 | Майкл Шэйн (телесериал)                | Michael Shayne        | Помощник продюсера (5 эпизодов) |
| 1961-62 | Шах и мат (телесериал)                 | Checkmate             | Режиссёр (6 эпизодов)           |
| 1962    | Сумеречная зона (телесериал)           | The Twilight Zone     | Режиссёр (1 эпизод)             |